# بادريج فولكنر
بادريج فولكنر (بالإنجليزية: Pádraig Faulkner)‏ (و. 1918 – 2012 م) هو سياسي من جمهورية أيرلندا .